# Caribbomerus productus
Caribbomerus productus là một loài bọ cánh cứng trong họ Cerambycidae.